# Olizy (Ardennes)
Pour les articles homonymes, voir Olizy (homonymie).
Olizy est une localité d'Olizy-Primat et une ancienne commune française, située dans le département des Ardennes en région Grand Est.
Elle fusionne avec Primat, en 1828, pour former la commune d'Olizy-Primat. Les deux communes reprirent leur indépendance en 1871, puis refusionnèrent le 29 décembre 1974.

## Géographie
La commune avait une superficie de 16,94 km2.

## Toponymie
Hypothèse envisagée parfois, le terme néerlandais logie (prononcé lozie dans certaines régions flamandes), équivalent du français loge « cabane, abri sommaire ». 

## Histoire
En 1807, la commune d'Olizy absorbe la commune voisine de Beaurepaire.
Elle fusionne avec Primat, en 1828, pour former la commune d'Olizy-Primat. Les deux communes reprirent leur indépendance en 1871
Par arrêté préfectoral du 20 décembre 1974, la commune d'Olizy refusionne le 29 décembre 1974, avec la commune de Primat pour reformer la commune d'Olizy-Primat, sous la forme d'une fusion-association.

## Administration

### Liste des maires
| Période                                  | Période | Identité | Étiquette | Qualité |
| ---------------------------------------- | ------- | -------- | --------- | ------- |
| Les données manquantes sont à compléter. |         |          |           |         |
|                                          |         |          |           |         |

## Démographie
| 1793 | 1800 | 1806 | 1821 | 1872 | 1876 | 1881 | 1886 |
| ---- | ---- | ---- | ---- | ---- | ---- | ---- | ---- |
| 425  | 508  | 473  | 532  | 604  | 586  | 583  | 550  |

| 1891 | 1896 | 1901 | 1906 | 1911 | 1921 | 1926 | 1931 |
| ---- | ---- | ---- | ---- | ---- | ---- | ---- | ---- |
| 553  | 537  | 505  | 474  | 462  | 355  | 334  | 294  |

| 1936 | 1946 | 1954 | 1962 | 1968 | 1975 | 1982 | 1990 |
| ---- | ---- | ---- | ---- | ---- | ---- | ---- | ---- |
| 257  | 274  | 270  | 234  | 219  | -    | -    | 160  |

| 1999 | 2006 | 2008 | 2011 | 2013 | - | - | - |
| ---- | ---- | ---- | ---- | ---- | - | - | - |
| 169  | 180  | 181  | 178  | 176  | - | - | - |

Histogramme

(élaboration graphique par Wikipédia)